# Кісарагі (1925)
Кісарагі (Kisaragi, яп. 如月) — ескадрений міноносець Імперського флоту Японії, який брав участь у Другій світовій війні.
Корабель, який став п'ятим (за датою закладання) серед есмінців типу «Муцукі», спорудили у 1925 році на корабельні ВМФ у Майдзуру.
У травні 1938-го під час Другої японо-китайської війни Кісарагі взяв участь в операції проти порту Амой (Сямень), розташованого біля південного входу до Тайванської протоки. Всього тут залучили загін із 1 важкого крейсера, 4 легких крейсерів та 10 есмінців, проведені яким бомбардування допомогли десанту морських піхотинців захопити Амой за дві доби.
На момент вступу Японії до Другої світової війни Кісарагі належав до 30-ї дивізії ескадрених міноносців, яка підпорядковувалась Четвертому флоту. Останній мав головну базу на атолі Трук у центральній частині Каролінських островів та на початковому етапі війни здійснив ряд операцій з розширення японського контролю в Мікронезії та вторгнення до Меланезії. 29 листопада — 3 грудня 1941-го, ще до початку бойових дій, Кісарагі разом з іншими кораблями своєї дивізії перейшов з Труку на атол Кваджелейн (Маршаллові острови).
8 грудня Кісарагі та ще п'ять есмінців і три легкі крейсери рушили з Кваджелейну для захоплення острова Вейк (вісім сотень кілометрів на північ від Маршаллових островів). Атака на Вейк відбулась 11 грудня, при цьому незначний гарнізон острова вчинив опір та зміг завдати японському загону значних втрат. Спершу під час артилерійської підготовки берегові батареї потопили есмінець «Хаяте» та пошкодили есмінець ««Яйой»». Враховуючи, що проти кораблів також діяло кілька літаків, командир японського загону віддав наказ про відхід.
Уже під час відходу за вісім десятків кілометрів на південний схід від Вейка Кісарагі зазнав прямого влучання бомбою, яка зруйнувала його ходовий місток. На кораблі спалахнула пожежа, що призвела до детонації глибинних бомб. Кісарагі перевернувся й затонув, при цьому внаслідок швидкого розвитку катастрофи загинули всі 157 осіб, що перебували на борту.
Можливо також відзначити, що менш ніж за два тижні японці повернуться до Вейку з більшими силами й цього разу без особливих проблем захоплять острів.